# Effodeildin 2015
Effodeildin 2015 var den 73:a säsongen av högstaligan i fotboll på Färöarna. B36 försvarade titeln och tog sin elfte mästartitel.

## Lag

### Orter och arenor
| Klubb           | Ort          | Arena             | Kapacitet |
| --------------- | ------------ | ----------------- | --------- |
| AB Argir        | Argir        | Blue Water Arena  | 2 000     |
| B36 Torshamn    | Torshamn     | Gundadalur        | 5 000     |
| EB/Streymur     | Streymnes    | Við Margáir       | 1 000     |
| FC Suðuroy      | Vágur        | Vesturi á Eiðinum | 3 000     |
| HB Torshamn     | Torshamn     | Gundadalur        | 5 000     |
| ÍF Fuglafjørður | Fuglafjørður | Í Fløtugerði      | 3 000     |
| KÍ Klaskvík     | Klaskvík     | Við Djúpumýrar    | 3 000     |
| NSÍ Runavík     | Runavík      | Við Løkin         | 2 000     |
| TB Tvøroyri     | Tvøroyri     | Við Stórá         | 3 000     |
| Víkingur Gøta   | Norðragøta   | Sarpugerði        | 3 000     |

### Personal och matchställ
| Lag             | Tränare              | Tillverkar av matchställ | Tröjsponsor                                            |
| --------------- | -------------------- | ------------------------ | ------------------------------------------------------ |
| AB Argir        | Sámal Erik Hentze    | Adidas                   | The Irish Pub                                          |
| B36 Torshamn    | Eyðun Klakstein      | Adidas                   | J&K Petersen                                           |
| EB/Streymur     | Eliesar Olsen        | Nike                     | Thor, Atlanticpane, Bátafiskur, Norðsetur och Vermland |
| Suðuroy         | Jón Pauli Olsen      | Nike                     | Suðuroyar Sparikassi                                   |
| HB Torshamn     | Milan Cimburović     | Nike                     | Auto Service                                           |
| ÍF Fuglafjørður | Aleksandar Jovević   | Puma                     | Havsbrún                                               |
| KÍ Klaksvík     | Mikkjal Thomassen    | Adidas                   | JFK                                                    |
| NSÍ Runavík     | Trygvi Mortensen     | Nike                     | Bakkafrost                                             |
| TB Tvöroyri     | Páll Guðlaugsson     | Hummel                   | Varðin Pelagic                                         |
| Víkingur Gøta   | Sigfríður Clementsen | Adidas                   | P/F Wenzel                                             |

### Förändringar på tränare-sidan
| Lag             | Utgående tränare  | Anledning | Datum            | Position i tabell | Inkommande tränare | Datum            |
| --------------- | ----------------- | --------- | ---------------- | ----------------- | ------------------ | ---------------- |
| EB/Streymur     | Rúni Nolsøe       | Avgick    | 11 november 2014 | Försäsong         | Eliesar Olsen      | 11 november 2014 |
| KÍ Klaksvík     | Eyðun Klakstein   | Sparkad   | 11 november 2014 | Försäsong         | Mikkjal Thomassen  | 11 november 2014 |
| ÍF Fuglafjørður | Albert Ellefsen   | Avgick    | 11 november 2014 | Försäsong         | Aleksandar Jovević | 28 november 2014 |
| B36 Torshamn    | Sámal Erik Hentze | Avgick    | 24 november 2015 | Försäsong         | Eyðun Klakstein    | 11 december 2014 |
| AB Argir        | Oddbjørn Joensen  | Sparkad   | 1 juni 2015      | 9                 | Sámal Erik Hentze  | 1 juni 2015      |
| HB Torshamn     | Heðin Askham      | Avgick    | 8 augusti 2015   | 4                 | Milan Cimburović   | 9 augusti 2015   |

## Tabeller

### Poängtabell
| Nr | Lag            | S  | V  | O  | F  | GM | IM | MS  | P  |
| -- | -------------- | -- | -- | -- | -- | -- | -- | --- | -- |
| 1  | B36 (RM)       | 27 | 18 | 7  | 2  | 60 | 25 | +35 | 61 |
| 2  | NSÍ            | 27 | 16 | 6  | 5  | 73 | 37 | +36 | 54 |
| 3  | Víkingur Gøta  | 27 | 15 | 8  | 4  | 68 | 35 | +33 | 53 |
| 4  | HB             | 27 | 11 | 10 | 6  | 43 | 31 | +12 | 43 |
| 5  | KÍ             | 27 | 11 | 8  | 8  | 50 | 41 | +9  | 41 |
| 6  | ÍF             | 27 | 5  | 12 | 10 | 44 | 56 | −12 | 27 |
| 7  | TB (U)         | 27 | 4  | 14 | 9  | 36 | 47 | −11 | 26 |
| 8  | AB             | 27 | 4  | 12 | 11 | 34 | 42 | −8  | 24 |
| 9  | EB/Streymur    | 27 | 6  | 4  | 17 | 39 | 68 | −29 | 22 |
| 10 | FC Suðuroy (U) | 27 | 2  | 5  | 20 | 27 | 92 | −65 | 11 |

### Resultattabell
| Hemma \ Borta | AB  | B36 | EBS | FCS | HB  | ÍF  | KÍ  | NSÍ | TB  | VG  | AB  | B36 | EBS | FCS | HB  | ÍF  | KÍ  | NSÍ | TB  | VG  |
| ------------- | --- | --- | --- | --- | --- | --- | --- | --- | --- | --- | --- | --- | --- | --- | --- | --- | --- | --- | --- | --- |
| AB            |     | 1–3 | 1–2 | 2–1 | 0–1 | 1–1 | 0–4 | 1–2 | 1–1 | 0–0 |     |     |     |     |     | 2–2 |     | 0–1 | 3–0 | 0–0 |
| B36           | 1–1 |     | 1–1 | 1–0 | 1–1 | 4–0 | 1–0 | 3–0 | 3–0 | 3–3 | 2–2 |     |     |     |     |     | 2–1 | 3–0 | 2–1 | 1–0 |
| EB/Streymur   | 0–0 | 0–2 |     | 3–5 | 0–3 | 2–2 | 4–4 | 0–8 | 0–3 | 1–2 | 0–4 | 0–5 |     |     |     | 0–3 |     |     | 2–2 | 2–1 |
| FC Suðuroy    | 3–1 | 1–3 | 2–1 |     | 1–2 | 5–2 | 0–2 | 1–3 | 1–3 | 1–3 | 1–1 | 1–3 | 3–2 |     |     |     |     |     | 2–2 |     |
| HB            | 2–2 | 1–3 | 4–2 | 0–0 |     | 1–0 | 3–1 | 1–1 | 0–0 | 2–1 | 3–1 | 1–2 | 6–0 | 2–0 |     |     |     |     | 2–2 |     |
| ÍF            | 3–3 | 3–1 | 4–1 | 2–3 | 1–1 |     | 3–1 | 0–3 | 2–0 | 1–3 |     | 1–3 |     | 3–3 | 2–2 |     | 1–1 |     |     |     |
| KÍ            | 2–1 | 2–1 | 4–0 | 3–0 | 0–2 | 0–0 |     | 3–3 | 1–0 | 3–2 | 1–3 |     | 6–1 | 2–1 | 2–0 |     |     |     |     |     |
| NSÍ           | 2–1 | 2–2 | 5–1 | 6–1 | 2–0 | 3–1 | 3–0 |     | 0–0 | 2–4 |     |     | 6–0 | 5–1 | 0–0 | 5–1 | 4–1 |     |     |     |
| TB            | 1–1 | 1–3 | 3–2 | 4–1 | 1–1 | 1–1 | 1–1 | 2–3 |     | 2–2 |     |     |     |     |     | 1–1 | 1–1 | 2–2 |     | 0–2 |
| Víkingur Gøta | 3–1 | 1–1 | 3–0 | 4–0 | 3–0 | 2–2 | 3–3 | 5–1 | 7–2 |     |     |     |     | 3–1 | 3–2 | 4–2 | 1–1 | 3–1 |     |     |

## Statistik

### Skytteligan
| Rank | Spelare                  | Klubb         | Mål |
| ---- | ------------------------ | ------------- | --- |
| 1    | Klæmint Olsen            | NSÍ Runavík   | 21  |
| 2    | Finnur Justinussen       | Víkingur Gøta | 15  |
| 3    | Andreas Lava Olsen       | Víkingur Gøta | 15  |
| 3    | Pól Jóhannus Justinussen | NSÍ Runavík   | 15  |
| 5    | Heðin Klakstein          | KÍ Klaksvík   | 11  |
| 6    | Albert Adu               | TB Tvøroyri   | 10  |
| 6    | Árni Frederiksberg       | NSÍ Runavík   | 10  |
| 6    | Łukasz Cieślewicz        | B36 Torshamn  | 10  |
| 9    | Hans Pauli Samuelsen     | B36 Torshamn  | 9   |

Anmärkningslista
1. ↑  Varje spelare har en av dessa fem olika sponsorer
2. ↑  Víkingur Gøta vann Färöiska cupen 2015